# Szereg trygonometryczny
Szereg trygonometryczny to szereg funkcyjny postaci:
{\displaystyle S(x)={\frac {a_{0}}{2}}+\sum _{n=1}^{\infty }(a_{n}\cos {\frac {\pi nx}{l}}+b_{n}\sin {\frac {\pi nx}{l}})}
gdzie:
{\displaystyle l={\frac {b-a}{2}}}
{\displaystyle a_{0}={\frac {1}{l}}\int \limits _{-l}^{l}f(x)dx}
{\displaystyle a_{n}={\frac {1}{l}}\int \limits _{-l}^{l}f(x)\cos {\frac {\pi nx}{l}}dx}
{\displaystyle b_{n}={\frac {1}{l}}\int \limits _{-l}^{l}f(x)\sin {\frac {\pi nx}{l}}dx}
Szereg S(x) jest zbieżny do funkcji {\displaystyle f(x)} na przedziale [a, b] gdy funkcja {\displaystyle f} spełnia warunki Dirichleta.